# Céline Dodin
Pour les articles homonymes, voir Dodin.
Céline Dodin (26 février 1979 à Remiremont en France - ) est une orienteuse française.
Elle est la chef de file de la course d'orientation féminine française. Elle fait partie des meilleurs athlètes mondiaux. Multiple championne de France sur les différents formats, elle termine à la 7e place de l'épreuve de la longue distance des Championnats du monde organisés à Trondheim en 2010.
Elle devient triple championne du monde en 2023 en catégorie D40 sur le sprint, la moyenne et la longue distance et renouvelle cet exploit en Espagne en 2025 en catégorie D45.
Après de nombreuse années membre du club français Hautes-Vosges Orientation elle est aujourd'hui membre de l' ACA (Aix en Provence).
Elle remporte en 2012 le trail de La Mascareignes qui se déroule en parallèle du Grand Raid, alors sa première expérience d'ultra-trail.

## Résultats
| Championnat de France Elite | Titre                                            |
| --------------------------- | ------------------------------------------------ |
| Moyenne Distance            | 2004, 2008, 2016                                 |
| Longue Distance             | 2003, 2005, 2006, 2008, 2010, 2011 et 2012       |
| Sprint                      | 2003, 2004, 2005, 2006, 2007, 2008, 2010 et 2012 |
| Nuit                        | 2006, 2008 et 2011                               |
| Clubs                       | 2008 et 2010                                     |
| Relais                      | 2001, 2006, 2008, 2011, 2012, 2013, 2018         |
| Universitaire               | 2002 et 2004                                     |

## Distinctions personnelles
- Chevalier de la Légion d'honneur (décret du 31 décembre 2023)[5]